# Otto Brück
Otto Brück (12. srpna 1915 Brno – 27. července 2007 Trutnov) byl český důstojník židovského původu, příslušník Československé armády v zahraničí v období druhé světové války.

## Život

### Před druhou světovou válkou
Otto Brück se narodil 12. srpna 1915 v Brně v českožidovské rodině vlakového průvodčího Richarda Brücka a Olgy, rozené Inwaldové. Dětství prožil u svého dědečka z matčiny strany Bertholda Inwalda v Ivančicích. Vystudoval reálné gymnázium v Brně a neúspěšně zkoušel studium na právnické fakultě. V roce 1937 nastoupil prezenční vojenskou službu k Pěšímu pluku 10 rovněž v Brně.

### Druhá světová válka
Po německé okupaci v březnu 1939 opustil Otto Brück společně s Miroslavem Muchou v prostoru Beskyd ilegálně Protektorát Čechy a Morava a přes Slovensko se dostal do Budapešti, kde byl 14. prosince 1939 zadržen a uvězněn. Po propuštění byl 28. dubna 1940 vrácen na Slovensko, napodruhé se mu ale podařilo dostat se přes Maďarsko, Jugoslávii, Řecko, Turecko a Bejrút do Marseille. Zde byl 1. června 1940 odveden do zde vznikající československé zahraniční jednotky. V ní působil jako instruktor a bojů o Francii se nezúčastnil. Po jejím pádu se přes Gibraltar evakuoval do Spojeného království. Zde procházel dalším výcvikem a zdokonalovacími kurzy. Po vzniku Československé samostatné obrněné brigády v roce 1943 byl ustanoven plynovým důstojníkem u 2. roty motopraporu. V březnu 1944 byl převelen do Sovětského svazu, kam odcestoval 15. července téhož roku přes Sýrii, Irák a Írán. Po aklimatizaci u náhradního pluku dorazil 4. září 1944 do oblastí bojů o Dukelský průsmyk. Byl zařazen jako 1. pomocník náčelníka štábu dělostřeleckého pluku 4 3. československé samostatné brigády. Následovaly další funkce, jako velitel 3. baterie dělostřeleckého pluku 4 se přímo účastnil bojů o průsmyk. K 1. březnu 1945 byl ustanoven velitelem baterie u výcvikového dělostřeleckého oddílu. Konec války jej zastihl v Martině v hodnosti nadporučíka.

### Po druhé světové válce
Po skončení druhé světové války působil Otto Brück v Československé armádě do listopadu 1946 s dosaženou hodností kapitána, poté se stal národním správcem obchodní firmy s dřívím a uhlím v Trutnově. Až do odchodu do důchodu pracoval v oboru cestovního ruchu.

## Rodina
Otec Otto Brücka Richard Brück zemřel v roce 1928, jeho matka Olga Brücková byla jako Židovka 16. listopadu 1941 deportována do koncentračního tábora v Minsku, kde zahynula.

## Ocenění

### Vyznamenání
- Československý válečný kříž 1939
- Československá medaile Za chrabrost před nepřítelem
- Dukelská pamětní medaile
- Řád vlastenecké války II. stupně

### Další ocenění
- V roce 2003 byl Otto Brück jmenován čestným občanem města Ivančice